# Курозваны
Курозваны (укр. Курозвани) — село, входит в Гощанскую поселковую общину Ровненского района Ровненской области Украины.
Население по переписи 2001 года составляло 1228 человек. Почтовый индекс — 35451. Телефонный код — 3650. Код КОАТУУ — 5621284001.